# 朝赤龍太郎
朝赤龍 太郎（あさせきりゅう たろう、1981年8月7日 - ）は、モンゴル国ウランバートル市出身で高砂部屋（入門時は若松部屋）に所属していた元大相撲力士。本名はバダルチ・ダシニャム（モンゴル語キリル文字表記：Бадарч Дашням、ラテン文字転写：Badarch Dashnyam）、愛称はダシ。四股名と部屋の兄弟子朝青龍の本名にちなんで赤ドルジとも呼ばれる。現役時代の体格は身長184cm、体重150kg、血液型はB型、趣味は映画観賞。得意手は右四つ、寄り、投げ。最高位は、西関脇（2007年9月場所、2007年11月場所）。現在は、年寄・高砂。

## 来歴

### 現役時代
ブフ（モンゴル相撲）のナチン（小結）の二男。6～12歳までナーダムの競馬大会に出場し、子供には難しいといわれる調教を会得した。明徳義塾高等学校に朝青龍とともに来日し、活躍した。1997年9月6日と、自身がはっきりと記憶している初来日の際に移動で利用したのが、ダシニャムにとっても朝青龍にとっても初めての飛行機搭乗。「2人とも窓側に座りたかったから、最初は30分ごとに座席を交代していた。そのうちに海が見えてきたら、どっちも『もっと見たい』と思って5分とか10分ごとに座席を替えていましたよ」と微笑ましいエピソードを引退後に明かしている。高校卒業後、大学進学か相撲部屋に入門か迷ったが朝青龍も入門していたため、高校在学中の2000年1月に朝青龍と同じ若松部屋（当時）に入門し初土俵を踏んだ。
5月場所には早くも全勝で序二段優勝、11月には早くも新幕下。兄弟子の朝青龍ほどの早さではないが、それでも順調に番付を駆け上がり、2002年7月場所で十両へ昇進した。初土俵から所要15場所での新十両で、年6場所制以降では史上10位タイのスピード出世であった。この時の新十両には春日王がいる。新十両の場所では6勝9敗と躓いたが幕下への陥落は免れた。翌9月場所からは3場所連続で2ケタ勝利を挙げ、特に西十両筆頭で迎えた2003年1月場所では11勝4敗の成績をあげ、武雄山との決定戦を制して十両優勝。なお、この場所の幕内では大関朝青龍が優勝を果たしており、高砂部屋勢が2つの優勝をさらった形になった。結局朝赤龍は4場所で十両を通過した。
2003年3月場所に豪風と共に新入幕。入幕後しばらくはパッとしなかったが、2004年3月場所では幕内下位ながら好調で、横綱朝青龍、大関魁皇、大関千代大海と共に初日から11連勝。12日目には魁皇を破って12連勝としたが、翌日千代大海との全勝対決は、突き合い押し合いの大激闘の末、押し出しで敗れた。離れた相撲としては珍しい1分12秒の大激闘であった。それでも千秋楽まで優勝争いを展開し（優勝は全勝の朝青龍）、結局13勝2敗の優勝次点で終えて殊勲賞と技能賞を同時に受賞した。
その後は下位で大勝ちすることもあるが上位にはなかなか通じずに大敗するといった状況が続き、更には右膝を痛めてしばらく低迷した。それでも次第に地力をつけて2006年3月・5月は10勝5敗と連続2桁勝利。特に5月場所は上位で初めて勝ち越したのみならず4大関（魁皇、栃東、千代大海、琴欧州）を破る健闘を見せて、敢闘賞を受賞。翌場所には稀勢の里と同時に新三役（小結）を果たした。新三役の場所では初日に綱取りを目指していた白鵬を破ったが、翌日の魁皇との取組で左足の靭帯を痛め、翌日から休場してしまった。

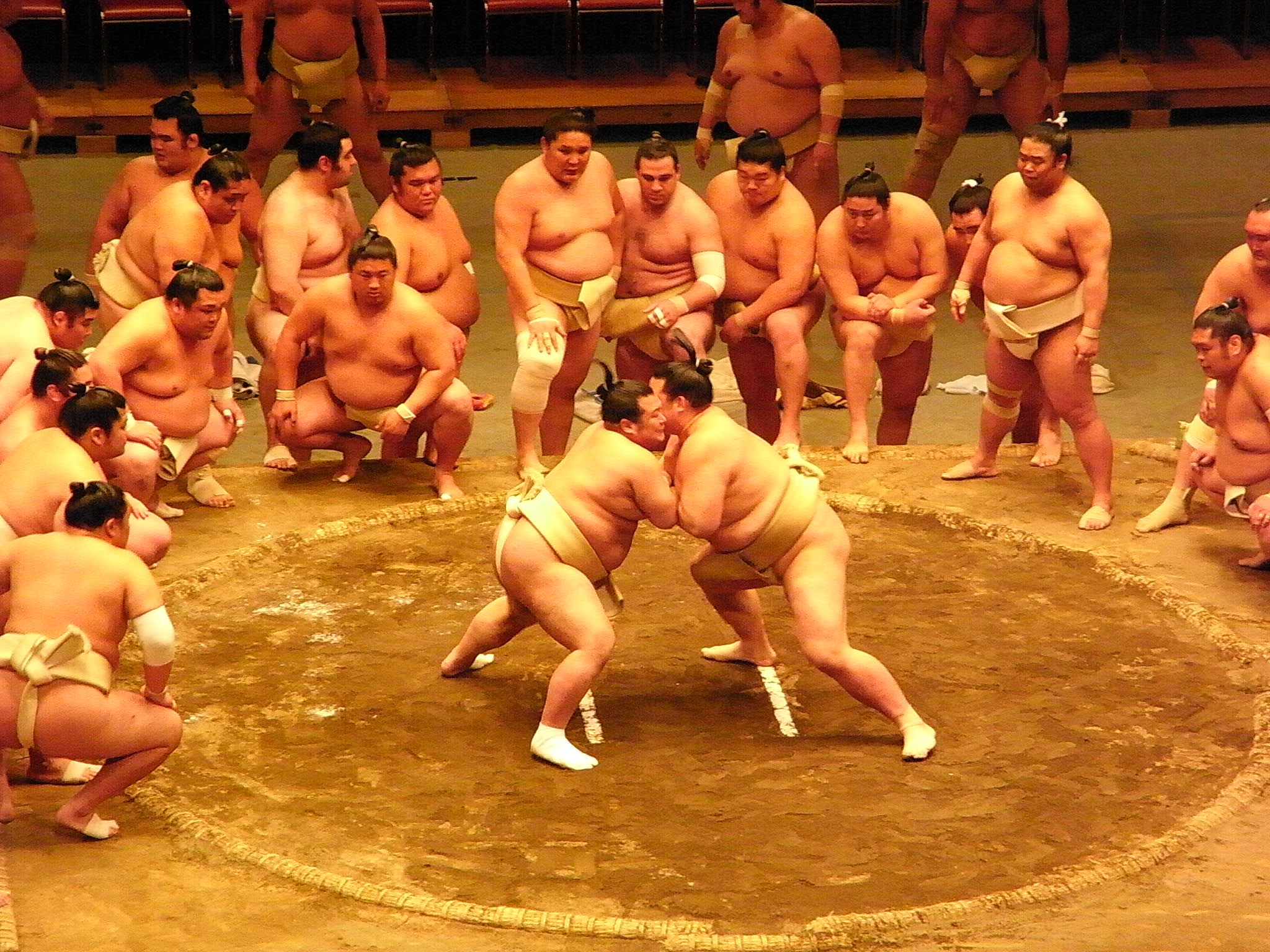
横綱審議委員会稽古総見での朝赤龍関（2009年4月29日撮影）

2007年5月場所では上位との対戦はなかったが、12勝3敗で2度目の優勝次点の成績を挙げ、自身2度目の技能賞を受賞した。翌7月場所は前頭筆頭で8勝7敗と勝ち越し、9月場所に関脇昇進を果たした。新関脇の場所は8勝7敗で三役で初めて勝ち越した。その後は、2008年までは上位での土俵が多く三役も務めたが、2009年以降は前頭中位以下に低迷している。2012年5月場所では東前頭14枚目の地位で6勝9敗と負け越し、十両に陥落した。東十両筆頭で迎えた7月場所では9勝6敗と3場所ぶりに勝ち越した。2013年1月場所は場所直前の稽古で右足首の軟骨を傷め、初日は不戦敗で2日目から休場。歩けないほどの重症であったが5日目から痛み止めの注射を打って再出場を強行。5勝10敗で何とか関取残留を決めた。翌3月場所は西十両11枚目まで番付を後退させ「幕下に落ちれば高砂部屋が135年ぶりに関取消滅」という危機に瀕していたが、この場所は10日目に勝ち越しを決めるなど好調であり、終盤失速するも10勝5敗の成績で締め括った。2014年3月場所は西十両3枚目の地位を与えられたが13日目に負け越しを確定させ、その後千秋楽まで2連勝して7勝8敗と食い下がるも再入幕を果たせず悲願（後述）は持ち越しとなった。2014年11月場所は中日まで3勝5敗と振るわなかったものの後半は大きく追い上げ、結果的に9勝6敗の勝ち越しに与った。
かつて第68代横綱・朝青龍の土俵入りでは、ほぼ毎場所太刀持ちあるいは露払いを務めていた。また、2010年10月3日に開催された朝青龍の引退相撲における最後の横綱土俵入りでも露払いを担当した（太刀持ちは同じモンゴル出身の大関・日馬富士）。同部屋である朝青龍の強烈な存在感に比べるとやや陰に隠れていた趣きがあるが、温和な性格で多くの人に好かれている。
2012年2月にモンゴル人女性と入籍して2013年10月25日にはすでに第2子が誕生したが、2013年以降十両で低迷していたため、入籍から3年近く経過するまで挙式は自粛していた。本人は「幕内に復帰したら挙げたいけど、まずは親方と相談してから。」という意向を示していたがその後、2015年9月場所で実に17場所ぶりに再入幕を果たし、その後十両に再び陥落したものの、2016年2月14日に挙式を行った。
2016年11月場所を西十両9枚目の地位で4勝11敗と負け越し、86場所連続で勤めた関取の地位を手放すことが決定的になった。これによって1878年から138年にわたって高砂部屋に関取が所属していたという記録が途絶える見込みとなった。朝赤龍は「いろいろな先輩たちや関取衆に申し訳ない。自分が途切れさせたくないという気持ちがこの3、4年は強かった」とショックを隠せない様子だった。高砂は「非常に残念だが、真摯に受け止めてまた新しい歴史をつくる」と気丈に話した。なお2017年3月場所において弟弟子の石橋（後の朝乃山）が新十両昇進を決めたため、高砂部屋の関取不在は1場所で解消された。朝赤龍は幕下に陥落後も2場所相撲を取ったものの、いずれも負け越して関取復帰は叶わなかった。
2017年4月に日本国への帰化申請（国籍取得）が承認されて日本人となり、法務省が4月21日付の官報に告示した。外国人力士が帰化する際は四股名をそのまま本名としたり（曙、武蔵丸など）、師匠などから名字をもらい日本人のような本名を新しく作ったりする力士（旭天鵬など）が多いが、朝赤龍はモンゴル名の片仮名表記「バダルチ・ダシニャム」のままで通した。帰化に関しては「とても勇気がいることだった」と振り返った上で「でも、このまま相撲界に残りたかった。引退後も残るためには親方になる必要がある。そのためには、国籍を変えなければならない。だから迷いはなかった。親の反対もなかったし」と引退に際して話している。
2017年5月場所初日の2日前となる5月12日に朝赤龍は日本相撲協会へ引退届を提出し、当日の協会理事会にて自身の引退と年寄・錦島の襲名が承認された。それまで錦島は豊ノ島の所有として公表されていたが、同日開会の理事会で朝赤龍が引退と同時に錦島を継承（取得）する件が襲名の件と合わせて決議されている。15日の引退会見では「部屋の横綱（朝青龍）が引退してから部屋の関取を切らせたくない気持ちがありました。朝乃山が私が引退する前になってくれたことがうれしい」と語り、高砂も「（幕下に）落ちても『すぐ辞めずに頑張る姿勢を見せろ』と言った。膝のけがさえなければ朝青龍にも負けないくらいの相撲をとれた。真面目さ実直さを弟子に伝えて欲しい」と期待した。
2018年2月4日、自身の引退相撲が両国国技館で行われた。断髪式前に行われた余興の「朝赤龍最後の土俵入り」では4歳となった長男と土俵入りを行う予定であったが、直前になって長男が泣いて嫌がったため1人で土俵入りを行い、長女からの花束贈呈の際には感謝の手紙が読み上げられた。断髪式では約250人の関係者が鋏を入れ、止め鋏は師匠の高砂が入れた。

### 現役引退後

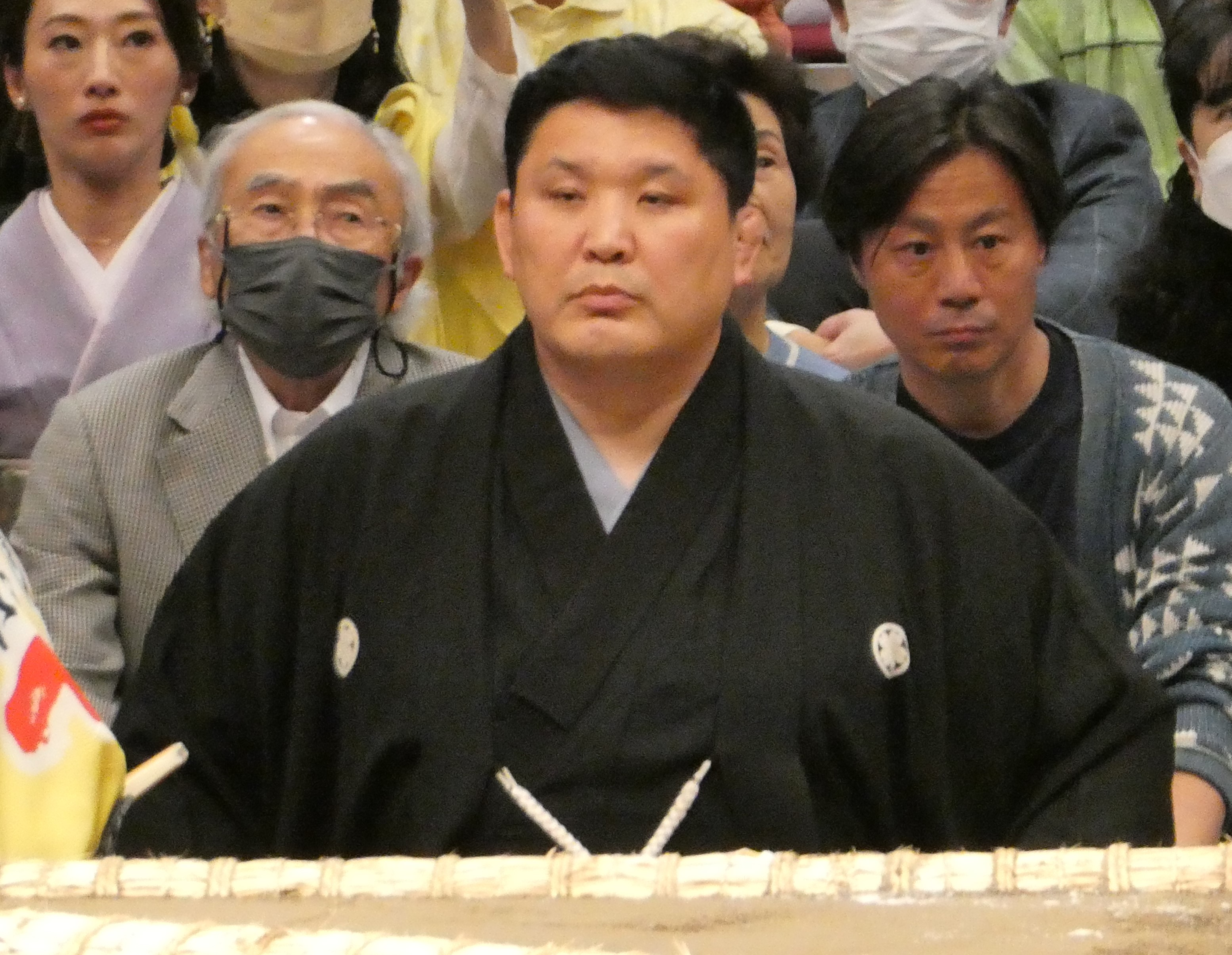
土俵下で審判を務める高砂親方（2023年5月14日撮影）

引退後は年寄・錦島として2020年11月まで高砂部屋付き親方として活動。2020年12月、12月9日に65歳の誕生日を迎えて相撲協会を停年退職した7代高砂から名跡を交換する形で8代高砂を襲名し部屋を継承、高砂部屋の師匠となった。外国出身者の一門総帥就任は大相撲史上初。高砂継承の際には、将来的に朝乃山の引退の際には、高砂の名跡を朝乃山に譲渡して部屋を継承させることも内定し、これを承知したという。高砂部屋の師匠としては、毎日新聞の取材で部屋を継承して「稽古をしっかりさせて、けがのない、先代のような強い力士を育てたい。自分は現役中はけがが多かったから、しっかり筋肉をつけて、けがをしない対策を取っていきたい。もちろん、横綱を育てたいという気持ちもある」と抱負を語り、弟子に対するスタンスとしては7代高砂とは異なって距離を詰める姿勢を取っている。
2021年5月場所中に、高砂部屋所属の朝乃山が、新型コロナウイルス対策で日本相撲協会の定めたガイドラインにより不要不急の外出を禁止されている期間に接待を伴う飲食店に出入りしていたことが判明した。同年6月11日に行われた日本相撲協会の理事会で、高砂は朝乃山の師匠として監督責任を問われ、3か月間20パーセントの報酬減額処分を受けた。高砂はこの件で朝乃山の引退届を5月21日付で提出していたが、不受理となった。相撲協会コンプライアンス委員会（青沼隆之委員長＝元名古屋高検検事長）は、2020年11月の高砂部屋継承後も高砂部屋施設に先代師匠の錦島が居住しており、高砂自身が居住していなかったことが監督不十分の原因の1つになったと指摘しており、2021年7月中に高砂部屋の家主を高砂に変えることが確認された。高砂は外出禁止期間中に朝乃山が先代師匠家族と会食をした事実を同部屋力士から聞いたため、朝乃山個人に注意し、部屋力士たちに外出禁止の遵守をするよう訓示していた。しかし、朝乃山の夜間外出に気づいていなかったという。
同年7月27日、日本相撲協会は8代高砂と大関・朝乃山を含む高砂部屋の力士6人が新型コロナウイルスに感染したことを発表した。
現役時代の師匠であった7代高砂の4代朝潮こと長岡末弘が死去した際は「すごく優しくて、すごく怖い存在でもあった。育ててもらった感謝の気持ちがある」としのんだ。11月3日朝に力士たちに伝え、全員で黙とうをささげたという。

## 略歴
- 1997年 - 朝青龍とともに来日、明徳義塾高等学校に国費で相撲留学。
- 1999年 - アマチュア相撲のインターハイでベスト8。
- 2000年1月場所 - 初土俵。
- 2002年7月場所 - 新十両、この場所は6勝9敗と負け越した。
- 2003年3月場所 - 新入幕、この場所は新十両の場所と同じく6勝9敗と負け越した。
- 2004年3月場所 - 朝青龍とともに同部屋力士としては史上初の初日から12連勝、13勝2敗の好成績で殊勲賞と技能賞を受賞。
- 2006年5月場所 - 千代大海、魁皇、栃東、琴欧州の4大関を破る大健闘を見せて10勝5敗の好成績で敢闘賞を受賞。
- 2006年7月場所 - 新三役（新小結）。しかし、左第一趾足根中足関節靱帯損傷により3日目から途中休場。
- 2007年9月場所 - 新関脇、8勝7敗と勝ち越し。
- 2010年3月場所 - 同年1月場所後に朝青龍が現役引退した事により、部屋頭となった。
- 2012年5月場所 - 十両に陥落。
- 2017年1月場所 - 幕下に陥落。
- 2017年5月場所 - 現役を引退、年寄・錦島を襲名。
- 2020年11月 - 年寄・高砂を襲名し高砂部屋を継承。

## 取り口
根は左四つであるが、日本相撲協会公式サイトの「大相撲データ」（外部リンク参照）や一部の書籍・雑誌（ベースボール・マガジン社の『大相撲力士名鑑』など）では何故か右四つ得意とされている。技能派で派手さは無いが、右前褌を取ると力を発揮する。出し投げなどで上手く相手を崩しながら寄り切る。
師匠の高砂は、攻撃的な相撲を取る力士が多い高砂一門において朝赤龍は本格的な四つ相撲であり、高砂一門において「珍しいタイプ」と評している。

## エピソード
- 「朝赤龍太郎」の名は横綱・朝青龍明徳（青→赤）と、師匠が現役時代に名乗った四股名・朝潮太郎に因んだ。
- 朝青龍とは異なり温和な性格で多くの人に好かれている。師匠の高砂は朝青龍の引退後に「同じモンゴル人で同じように指導していても、朝赤龍は穏やか。やはり、これはもう持って生まれた性格の違いだったとしか言いようがないんです」と話している[37]。冷静沈着で稽古場でも泣いたことが無く、師匠は「当初は『青』より『赤』のほうが強くなるかな、と思っていたくらいです。私は、このふたりの指導方法を変えたつもりは全くないのです」「今まで私の手をわずらわせたことは一度もありません」と評していた[38][37]。
- 2006年1月3日に日本テレビで放送されたものまね番組で同郷の白鵬、旭天鵬と共にサザンオールスターズの「勝手にシンドバッド」のものまねを披露した。
- かねてより結びで相撲を取りたいという思いがあったという。同部屋の朝青龍が3年半（21場所）一人横綱であったためその夢は長い間叶わなかったが、朝青龍が休場した2006年5月場所の5月14日、千代大海との対戦で初めて結びでの相撲を実現し勝利を収めた。
- 花相撲でも勝利に貪欲であり、立合い変化も厭わない。
- 2007年11月14日の九州場所4日目の対時天空戦にて、行司の木村玉光から3回（呼び上げで2回、勝ち名乗りで1回）にわたり「朝青龍」と呼び間違えられた。なお、それまでの成績は3勝1敗と好調だったが、残りの11日間は全て敗れ、3勝12敗に終わった。
- 2008年1月場所14日目は安馬（のち日馬富士）が相手だったが、負傷で相撲がうまく取れないため一策を考え、立合いで低く相手の足に向かって飛び込み、足取りで白星を挙げた。決まり手自体は珍しくはないが特殊なやり方ゆえ、館内は一瞬どよめきに包まれた。
- 新十両と新入幕の場所はともに6勝9敗と負け越し、新小結の場所は途中休場しており、師匠の高砂親方いわく「新」のつく場所に弱いらしい。ただし、新関脇で迎えた2007年9月場所は8勝7敗と勝ち越した。
- 2010年2月4日、第68代横綱・朝青龍が度重なるトラブルに責任を取る形で、現役引退を表明。その日朝青龍本人から突然電話で引退を聞かされた瞬間、激しく動揺したまま号泣したという。「11歳で知り合って兄弟以上の関係。寂しいって言うより胸の中から何か取られたよう」とショックを隠せずも、「凄くて素晴らしい男。一緒にいると運をもらえた。これからも一生付き合っていくつもり」とコメントした。
- 2010年6月18日、モンゴル国立大学言語文化学部の通信教育課程を6年半かけて卒業。卒業論文は「日本相撲の歴史と文化」 [39]。

## 合い口
- 第69代横綱・白鵬には2勝13敗。白鵬の横綱昇進後は0勝10敗。
- 第70代横綱・日馬富士には6勝13敗（不戦勝1あり）。日馬富士の大関時代は1勝1敗（1勝は不戦勝）、横綱昇進後は対戦なし。日馬富士は元小結・黒海に2勝4敗と負け越しているが、朝赤龍は黒海に8勝6敗と勝ち越している。
- 第71代横綱・鶴竜には5勝5敗。すべて鶴竜の大関昇進前の対戦。
- 第72代横綱・稀勢の里には5勝11敗。すべて稀勢の里の大関昇進前の対戦。
- 元大関・魁皇には5勝11敗。
- 元大関・琴欧洲には6勝9敗。琴欧洲の大関昇進後は5勝9敗。
- 元大関・琴光喜には5勝11敗。琴光喜の大関昇進後は3勝6敗。
- 元大関・把瑠都には4勝6敗。把瑠都の大関昇進後は0勝2敗。
- 元大関・琴奨菊には5勝12敗。すべて琴奨菊の大関昇進前の対戦。琴奨菊は時天空に7勝16敗と大きく負け越しているが、朝赤龍は琴奨菊が苦手にしている時天空に19勝9敗と大きく勝ち越している。
- 元大関・豪栄道には0勝5敗。すべて豪栄道の大関昇進前の対戦。

## 主な成績

### 通算成績
- 生涯成績：687勝679敗36休（103場所）
- 幕内成績：410勝442敗33休
- 幕内在位：59場所
- 三役在位：5場所（関脇2場所、小結3場所）

### 各段優勝
- 十両優勝：1回（2003年1月場所）
- 序二段優勝：1回（2000年5月場所）

### 三賞・金星
- 三賞：4回
  - 殊勲賞：1回（2004年3月場所）
  - 敢闘賞：1回（2006年5月場所）
  - 技能賞：2回（2004年3月場所、2007年5月場所）
- 金星：なし

### 場所別成績
| | 一月場所 初場所（東京） | 三月場所 春場所（大阪） | 五月場所 夏場所（東京） | 七月場所 名古屋場所（愛知） | 九月場所 秋場所（東京） | 十一月場所 九州場所（福岡） |
| --- | ----------------------- | ----------------------- | ----------------------- | --------------------------- | ----------------------- | --------------------------- |
| 2000年 （平成12年） | （前相撲）              | 西序ノ口34枚目 6–1      | 東序二段80枚目 優勝 7–0 | 東三段目72枚目 5–2          | 東三段目45枚目 6–1      | 東幕下56枚目 4–3            |
| 2001年 （平成13年） | 西幕下47枚目 5–2        | 西幕下32枚目 3–4        | 東幕下41枚目 5–2        | 東幕下27枚目 6–1            | 東幕下10枚目 4–3        | 東幕下7枚目 3–4             |
| 2002年 （平成14年） | 東幕下12枚目 5–2        | 東幕下6枚目 5–2         | 西幕下筆頭 5–2          | 西十両11枚目 6–9            | 東十両13枚目 10–5       | 東十両8枚目 10–5            |
| 2003年 （平成15年） | 西十両筆頭 優勝 11–4    | 東前頭10枚目 6–9        | 西前頭13枚目 8–7        | 西前頭9枚目 10–5            | 東前頭4枚目 7–8         | 西前頭4枚目 3–12            |
| 2004年 （平成16年） | 東前頭12枚目 7–8        | 西前頭12枚目 13–2 殊技  | 東前頭2枚目 3–12        | 西前頭10枚目 11–4           | 東前頭4枚目 4–11        | 東前頭10枚目 7–8            |
| 2005年 （平成17年） | 東前頭11枚目 8–7        | 西前頭9枚目 8–7         | 西前頭8枚目 8–7         | 西前頭7枚目 6–7–2           | 東前頭10枚目 6–2–7      | 西前頭12枚目 9–6            |
| 2006年 （平成18年） | 西前頭4枚目 5–10        | 西前頭8枚目 10–5        | 東前頭2枚目 10–5 敢     | 東小結 1–2–12               | 西前頭9枚目 7–8         | 西前頭9枚目 10–5            |
| 2007年 （平成19年） | 東前頭6枚目 10–5        | 西前頭2枚目 4–11        | 西前頭8枚目 12–3 技     | 西前頭筆頭 8–7              | 西関脇 8–7              | 西関脇 3–12                 |
| 2008年 （平成20年） | 西前頭4枚目 10–5        | 東前頭筆頭 8–7          | 西小結 6–9              | 東前頭2枚目 8–7             | 西小結 4–11             | 東前頭5枚目 5–10            |
| 2009年 （平成21年） | 東前頭8枚目 6–9         | 東前頭11枚目 9–6        | 東前頭7枚目 5–10        | 東前頭12枚目 9–6            | 東前頭6枚目 6–9         | 東前頭10枚目 8–7            |
| 2010年 （平成22年） | 西前頭8枚目 6–9         | 東前頭11枚目 10–5       | 西前頭4枚目 9–6         | 西前頭筆頭 4–11             | 西前頭6枚目 9–6         | 西前頭2枚目 6–9             |
| 2011年 （平成23年） | 西前頭5枚目 6–9         | 八百長問題 により中止   | 西前頭9枚目 7–8         | 西前頭9枚目 6–9             | 西前頭12枚目 7–8        | 西前頭13枚目 6–9            |
| 2012年 （平成24年） | 東前頭15枚目 9–6        | 東前頭11枚目 5–10       | 東前頭14枚目 6–9        | 東十両筆頭 9–6              | 東前頭13枚目 8–7        | 西前頭9枚目 0–3–12          |
| 2013年 （平成25年） | 西十両6枚目 5–7–3       | 西十両11枚目 10–5       | 東十両4枚目 5–10        | 東十両8枚目 9–6             | 西十両5枚目 8–7         | 東十両4枚目 6–9             |
| 2014年 （平成26年） | 東十両7枚目 9–6         | 西十両3枚目 7–8         | 東十両4枚目 6–9         | 西十両6枚目 7–8             | 東十両7枚目 7–8         | 西十両7枚目 9–6             |
| 2015年 （平成27年） | 東十両2枚目 5–10        | 西十両5枚目 8–7         | 東十両3枚目 7–8         | 東十両4枚目 10–5            | 東前頭15枚目 7–8        | 東前頭16枚目 3–12           |
| 2016年 （平成28年） | 東十両8枚目 9–6         | 東十両2枚目 4–11        | 西十両8枚目 7–8         | 西十両10枚目 8–7            | 西十両7枚目 7–8         | 西十両9枚目 4–11            |
| 2017年 （平成29年） | 西幕下筆頭 2–5          | 西幕下9枚目 3–4         | 西幕下14枚目 引退 –     | x                           | x                       | x                           |
| 各欄の数字は、「勝ち-負け-休場」を示す。 優勝 引退 休場 十両 幕下 三賞：敢=敢闘賞、殊=殊勲賞、技=技能賞 その他：★=金星 番付階級：幕内 - 十両 - 幕下 - 三段目 - 序二段 - 序ノ口 幕内序列：横綱 - 大関 - 関脇 - 小結 - 前頭（「#数字」は各位内の序列） |                         |                         |                         |                             |                         |                             |

### 幕内対戦成績
| 力士名   | 勝数 | 負数  | 力士名   | 勝数  | 負数 | 力士名   | 勝数 | 負数 | 力士名     | 勝数 | 負数 |
| -------- | ---- | ----- | -------- | ----- | ---- | -------- | ---- | ---- | ---------- | ---- | ---- |
| 碧山     | 0    | 1     | 安芸乃島 | 2     | 0    | 旭日松   | 1    | 0    | 安美錦     | 4    | 16   |
| 阿夢露   | 0    | 1     | 阿覧     | 6     | 4    | 勢       | 0    | 3    | 岩木山     | 6    | 6    |
| 潮丸     | 1    | 1     | 遠藤     | 0     | 1    | 皇司     | 6    | 0    | 隠岐の海   | 0    | 2    |
| 魁皇     | 5    | 11    | 魁聖     | 3     | 1    | 海鵬     | 3    | 1    | 臥牙丸     | 3    | 3    |
| 垣添     | 6    | 9     | 鶴竜     | 5     | 5    | 春日王   | 10   | 2    | 春日錦     | 4    | 3    |
| 片山     | 2    | 1     | 稀勢の里 | 5     | 11   | 北桜     | 2    | 0    | 北太樹     | 5    | 3    |
| 皇風     | 1    | 0     | 木村山   | 3     | 5    | 旭鷲山   | 4    | 4    | 旭秀鵬     | 1    | 0    |
| 旭天鵬   | 8    | 13    | 金開山   | 3     | 2    | 豪栄道   | 0    | 5    | 五城楼     | 0    | 2    |
| 黒海     | 8    | 6     | 琴欧洲   | 6     | 9    | 琴奨菊   | 5    | 12   | 琴ノ若     | 4    | 2    |
| 琴光喜   | 5    | 11    | 琴龍     | 5(1)  | 2    | 磋牙司   | 1    | 3    | 佐田の富士 | 4    | 2    |
| 霜鳳     | 7    | 4     | 十文字   | 12    | 1    | 駿傑     | 1    | 0    | 翔天狼     | 6    | 1    |
| 松鳳山   | 1    | 2     | 青狼     | 0     | 1    | 蒼国来   | 0    | 2    | 大栄翔     | 0    | 2    |
| 大道     | 1    | 6     | 隆の鶴   | 3     | 0    | 貴ノ浪   | 1    | 2    | 隆の山     | 2    | 2    |
| 隆乃若   | 3    | 3     | 高見盛   | 7     | 11   | 髙安     | 0    | 4    | 宝富士     | 3    | 2    |
| 豪風     | 9    | 10(1) | 玉飛鳥   | 2     | 1(1) | 玉春日   | 4    | 3    | 玉乃島     | 5    | 9    |
| 玉力道   | 1    | 2     | 玉鷲     | 7     | 5    | 千代鳳   | 0    | 2    | 千代大海   | 4    | 8    |
| 千代大龍 | 2    | 1     | 千代の国 | 1     | 0    | 千代白鵬 | 1    | 2    | 剣武       | 1    | 0    |
| 出島     | 5    | 13    | 天鎧鵬   | 3     | 1    | 時津海   | 6    | 2    | 時天空     | 19   | 9    |
| 德勝龍   | 1    | 0     | 德瀬川   | 1     | 2    | 土佐ノ海 | 5    | 5    | 土佐豊     | 3    | 4    |
| 栃東     | 1    | 2     | 栃煌山   | 1     | 6    | 栃栄     | 2    | 2    | 栃ノ心     | 5    | 3    |
| 栃乃洋   | 13   | 5     | 栃乃花   | 2     | 5    | 栃乃若   | 1    | 1    | 豊桜       | 5    | 3    |
| 豊ノ島   | 7    | 7     | 豊響     | 3     | 4    | 鳰の湖   | 1    | 0    | 白馬       | 2    | 1    |
| 白鵬     | 2    | 13    | 白露山   | 1     | 2    | 追風海   | 1    | 0    | 把瑠都     | 4    | 6    |
| 春ノ山   | 1    | 0     | 日馬富士 | 6(1)  | 13   | 英乃海   | 1    | 0    | 富士東     | 2    | 1    |
| 武州山   | 5    | 1     | 普天王   | 10    | 6    | 武雄山   | 7    | 6    | 寶智山     | 2    | 0    |
| 豊真将   | 2    | 8     | 北勝力   | 11(1) | 7    | 誉富士   | 1    | 1    | 舛ノ山     | 1    | 0    |
| 雅山     | 9    | 16(1) | 妙義龍   | 0     | 1    | 武双山   | 1    | 1    | 猛虎浪     | 3    | 3    |
| 山本山   | 3(1) | 1     | 燁司     | 2     | 1    | 芳東     | 2    | 0    | 嘉風       | 4    | 11   |
| 龍皇     | 1    | 0     | 露鵬     | 3     | 2    | 若荒雄   | 2    | 1    | 若兎馬     | 0    | 2    |
| 若の里   | 7    | 8(1)  | 若ノ鵬   | 2     | 0    | 和歌乃山 | 2    | 1    |            |      |      |

## 改名歴
力士
- 朝赤龍 太郎（あさせきりゅう たろう）：2000年1月場所 - 2017年5月場所

年寄
- 錦島 太郎（にしきじま -）：2017年5月12日 - 2020年11月26日
- 高砂 浦五郎[2]（たかさご うらごろう）：2020年11月26日 -